# Einar Lagerkrans
Karl Einar Lagerkrans, född 9 december 1899 i Adolf Fredriks församling i Stockholm, död 31 mars 1969 i Hedvig Eleonora församling i Stockholm, var en svensk läkare.
Einar Lagerkrans var son till redaktören Erik Lagerkrans och Olga, ogift Grönberg, samt bror till kompositören Kocko Lagerkrans och svåger till konstnären Zoia. Han var också brorson till prästen och botanikern John Lagerkranz. De tillhör släkten Lagerkrans från Småland. Efter studentexamen i Stockholm 1918 följde akademiska studier genom vilka han blev medicine kandidat 1922 och medicine licentiat 1927 i Stockholm.
Han var extra läkare i Storviks distrikt 1925–1927 samt 1929 och 1930 varefter han var assisterande läkare vid Åsö sjukhus 1927–1928. Han var tillförordnad underläkare vid länssanatoriet vid Uttran 1928, vid Hålahults sanatorium 1928, vid Sabbatsbergs sjukhus medicinska avdelning 1929 och vid Löts sanatorium 1930. Han var förste underläkare vid Högbo sanatorium 1930–1932 och därefter tillförordnad distriktsläkare i Liljeholmens distrikt 1929. Han hade ett flertal sjökommenderingar 1926–1935. Han var också underläkare vid Maria sjukhus medicinska avdelning 1933–1935.
Lagerkrans blev marinläkarstipendiat över stat 1926 och vid Marinläkarkåren 1928. Han blev marinläkare av andra graden vid Marinläkarkåren 1929, av första graden i denna 1932, vid denna 1937, förste marinläkare i denna 1942 och chef för sjukvårdsavdelningen vid Skeppsholmens kaserner 1957. Från 1935 hade han också egen läkarpraktik i Stockholm. Han var riddare av Vasaorden (RVO).
Einar Lagerkrans gifte sig 1929 med Aida Ericson (1907–2002) och fick barnen Gunilla (född 1931), Kristina (född 1934), Erik Stefan (född 1940) och Robert Mikael "Bunny" (född 1942). Makarna Lagerkrans är begravda på Galärvarvskyrkogården i Stockholm.